# Boris Steimetz
Boris Steimetz, né le 27 juillet 1987 à Saint-Denis (La Réunion), est un nageur français.
Il a notamment fait partie de l'équipe masculine de natation médaille d'or du 4 × 100 mètres nage libre aux championnats du monde en petit bassin à Dubaï. Il a de plus nagé lors des séries du 4 × 100 mètres nage libre aux jeux olympiques de Pékin en 2008 mais ne faisait pas partie des nageurs lors de la finale au cours de laquelle l'équipe de France a remporté la médaille d'argent.

## Palmarès

### En petit bassin
- Championnats du monde 2010 à Dubaï (Émirats arabes unis)
  -  Médaille d'or du relais 4 × 100 m nage libre[1]

### En grand bassin
- Jeux des îles de l'océan Indien 2011 à Mahé (Seychelles)
  -  Médaille d'or du relais 4 × 100 m nage libre